# Super Heroes
Super Heroes er debutalbummet fra den danske eurodance-gruppe Daze. Det blev udgivet i 1997 på Dance Pool i Skandinavien, i resten af Europa på Epic Records, og i USA og Canada på Columbia Records.
Super Heroes var bl.a. produceret af den danske producer-duo Johnny Jam & Delgado, der ligeledes stod bag Aqua. Albummet solgte over 300.000 eksemplarer på verdensplan, heriblandt 90.000 i Danmark. Albummet modtog prisen som Årets danske dance udgivelse ved Dansk Grammy. Daze hittede i Europa med singlerne "Superhero" og "Tamagotchi" (udgivet internationalt som "Together Forever (The Cyber Pet Song)"). I USA opnåede "Superhero" en placering som nr. 88 på Billboard Hot 100.

## Spor
| #   | Titel                        | Sangskriver(e)                                            | Producer(e)               | Længde |
| --- | ---------------------------- | --------------------------------------------------------- | ------------------------- | ------ |
| 1.  | "Superhero"                  | Jesper Tønnov, Sieber                                     | Johnny Jam & Delgado      | 3:24   |
| 2.  | "Call Girl"                  | Tønnov, Sieber, Johnny Jam & Delgado                      | Johnny Jam & Delgado      | 3:19   |
| 3.  | "Tamagotchi"                 | Tønnov, Sieber                                            | Johnny Jam & Delgado      | 3:03   |
| 4.  | "Be My Lover"                | Tønnov, Sieber, Bix, Johnny Jam & Delgado, Dean'N & Mögz! | Dean'N & Mögz!            | 3:04   |
| 5.  | "In the Middle of the Night" | Berny Cosgrove, Kevin Clark, Johnny Jam & Delgado         | Johnny Jam & Delgado      | 3:46   |
| 6.  | "Toy Boy"                    | Tønnov, Sieber, Johnny Jam & Delgado                      | Johnny Jam & Delgado      | 3:14   |
| 7.  | "Tic Toc"                    | Tønnov, Sieber, Bix, Dean'N & Mögz!                       | Dean'N & Mögz!            | 3:40   |
| 8.  | "Sea of Love"                | Tønnov, Sieber, Bix, Johnny Jam & Delgado                 | Johnny Jam & Delgado      | 3:35   |
| 9.  | "Antonio"                    | Tønnov, Sieber, Bix                                       | Robert Uhlmann, Robin Rex | 3:32   |
| 10. | "Sky Is Blue"                | Uhlmann, Rex, Jay Balmorian, Richie Balmorian             | Uhlmann, Rex              | 3:26   |
| 11. | "Land of the Living"         | Tønnov, Sieber, Bix                                       | Dean'N & Mögz!            | 3:39   |

- Titlen på "Tamagotchi" blev på senere udgaver ændret til "Together Forever (The Cyber Pet Song)".